# ورلدبیت
وُرلدبیت (انگلیسی: Worldbeat) سبکی از موسیقی است که موسیقی پاپ یا راک غربی را با موسیقی ملل یا فولکلور می‌آمیزد و به‌این‌ترتیب نوعی تلفیقی از تضادهای ریتمیک، هارمونیک یا تماتیک بین عناصر مدرن و ریشه‌های سنتی موسیقی زاده می‌شود.
از هنرمندان این سبک مانو چائو را می‌توان نام برد.